# Fundada
A Freguesia de Fundada é uma freguesia portuguesa do Município de Vila de Rei com 36,29 km² de área e 551 habitantes (censo de 2021), tendo, por isso, uma densidade populacional de 15,2 hab./km².
Fundada é, a nível regional, conhecida pela sua festa em honra de Santa Margarida. Uma das festas com mais tradição na região.
A Freguesia de Fundada foi criada em 1618, por desmembramento da extensa freguesia de Vila de Rei, resultante do crescimento da população. A sede de freguesia fica situada em Silveira. Ao contrário da maioria das freguesias em Portugal, o nome da localidade sede não dá o nome à freguesia.
A freguesia confina com as freguesias de Palhais, Cumeada e Marmeleiro, do Município da Sertã (norte), com a freguesia de São João do Peso (nascente) e com a freguesia de Vila de Rei (sul e poente). Atualmente conta com 13 localidades.

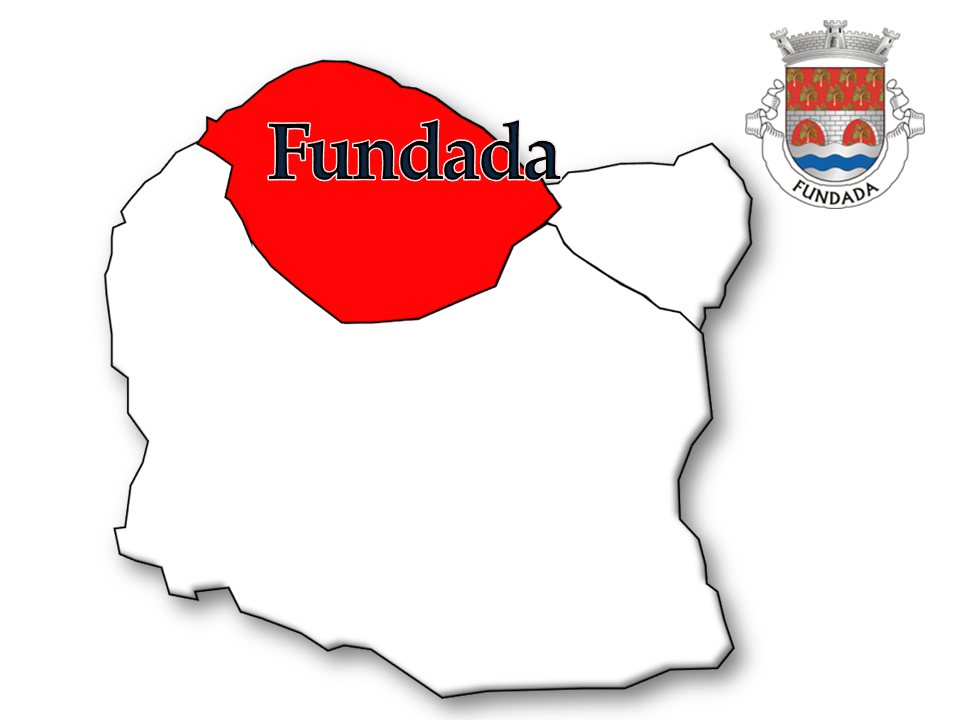
Localização da Freguesia de Fundada no Município de Vila de Rei

## Demografia
A população registada nos censos foi:
| Ano  | 0-14 Anos | 15-24 Anos | 25-64 Anos | > 65 Anos |
| 2001 | 61        | 66         | 258        | 291       |
| 2011 | 52        | 34         | 237        | 315       |
| 2021 | 66        | 46         | 206        | 274       |

## Localidades da freguesia
- Abrunheiro Grande
- Abrunheiro Pequeno
- Abrunheiro Cimeiro
- Aldeia
- Cabeça de Poço
- Fonte das Eiras
- Fouto
- Lagoa Cimeira
- Lagoa Fundeira
- Monte Novo
- Relva do Boi
- Ribeira
- Silveira (sede de Freguesia)
- Vilar do Ruivo

## Feiras, festas populares e religiosas
- Festa de Santa Margarida - realiza-se no quarto fim-de-semana de agosto. Trata-se da festa mais importante da freguesia. A sua vertente religiosa conta com a celebração de missa e procissão ao domingo. A vertente popular conta com as tasquinhas e bailarico popular, habitualmente animado por um grupo de música ao vivo e alguns artistas populares convidados. Várias iniciativas culturais, desportivas e recreativas marcam também esta festa. Há geralmente a organização de vários jogos populares, como a malha, um torneio de futebol e o rally paper. O rancho folclórico da Fundada organiza um encontro de ranchos.
- Festa Clube Cultural Desportivo e Recreativo de Fundada (CCDRF) - Tipicamente no último fim de semana de Maio ou primeiro de Junho (mas pode variar).
- Dia da Paróquia – Tipicamente no fim de Junho.
- Feira anual em Fundada – 3º Domingo de Agosto
- Mercado Semanal em Fundada – Domingo
- Convívio em Cabeça do Poço - Sábado da Páscoa
- Sardinhada organizada pela liga cultural dos amigos do Vilar do Ruivo - Junho
- Magusto organizado pela liga cultural dos amigos do Vilar do Ruivo - Novembro
- Convívio de Carnaval - organização do CCDRF

## Turismo
- Praia Fluvial do Bostelim
- Parque de Campismo Rural do Bostelim
- Percurso / passeio pedestre "Rota do Bostelim"

## Heráldica

### Armas
Escudo de vermelho, semeado de ramos de pinheiro com uma pinha, de ouro, com uma ponte de dois arcos de prata, lavrada de negro, movente dos flancos e de campanha ondada, de prata e azul de três peças. Coroa mural de prata de três torres. Listel branco, com a legenda a negro: "FUNDADA".

### Bandeira
De amarelo. Cordões e borlas de ouro e vermelho. Haste e lança de ouro.

## Património

### Monumentos religiosos

#### Painéis e Alminhas
Encontram-se nas aldeias da Cabeça do Poço e Lagoa (Alminhas). E os painéis encontram-se na Silveira, Ribeira e Abrunheiro Pequeno.

#### Cruzeiros
Silveira, Cabeça do Poço, Fouto, Lagoa Cimeira, Lagoa Fundeira, Ribeira e Abrunheiro Grande.

#### Igrejas e Capelas
Capela do Bom Jesus dos Milagres (Ribeira);
Capela da N. Sra. do Rosário (Cabeça do Poço);
Capela das Lagoas e Monte Novo;
Capela de S. João Baptista (Vilar do Ruivo): Começou por ser um pequeno oratório, mandado construir, no século XVIII, pelo P.e João Nunes Leitão, natural do Vilar do Ruivo. Mais tarde, como este oratório era dedicado a S. João Baptista, foi ampliado pelos habitantes da aldeia, tornando-se numa capela pequena e modesta.
Capela de Nossa Senhora de Lourdes (Abrunheiro Grande): Sendo a 1ª pedra lançada a 17 de outubro de 1893, deu-se inicio à construção desta Capela, dedicada a Nossa Senhora de Lourdes, fruto das recentes Aparições de Lourdes, que se ergueu sob o comando do P.e Sebastião Aparício da Silva, missionário do Extremo Oriente.
Igreja Paroquial: Começou por ser a Capela de Santa Margarida, até principios do século XVII, sendo uma das capelas da freguesia de Vila de Rei. Após ter sido criada a freguesia da Fundada em 1618, a capela passou a ser igreja paroquial, passando a Santa Margarida a ser a Padroeira da freguesia. Com o crescimento da população, teve de ser ampliada e até demolida para nascer a nova igreja com dimensões maiores, esta com o passar dos anos deixou de poder satisfazer as necessidades da freguesia, tendo sido construida a igreja actual em 1867.

#### Casa Xavier
Serviu de habitação a D. Mateus Oliveira Xavier, Patriarca das Índias. Durante o seu tempo deu trabalho a muitos habitantes.

### Pontes

#### Ponte da Várzea Carreira
De acordo com a obra Vila de Rei e o seu Concelho da autoria do Dr. José Maria Félix, esta ponte foi construída cerca de 1890 por Joaquim Aparício da Silva, do Abrunheiro Grande, que também aparece ligado à construção de outra ponte na Ribeira da Isna, a ponte da Atalaia. Outras fontes remetem a sua construção para épocas mais remotas. Aqui vem desaguar a Ribeira da Tamolha, cujo caudal engrossa bastante a Ribeira da Isna.
A ponte de Várzea Carreira serviu até meados do século passado como principal via de comunicação entre os concelhos de Vila de Rei e da Sertã. Nessa altura havia três carreiras diárias de camioneta, satisfazendo as necessidades dos dois concelhos. Actualmente a ponte é muito pouco utilizada, embora seja uma ponte de interesse turístico.

### Moinhos, Fontes de Mergulho e outros

#### Eira de Vale de Meios
Esta curiosa eira circular construída em pedras de xisto e ardósia no final do século XIX é recordada pelos mais idosos habitantes da Cabeça do Poço como um local de trabalho e celebração, pois aí decorria os rituais das descamisadas, malhas e secagem de cereais, práticas agrícolas ligadas ao milho, ao trigo e outros cereais. Era, também, utilizada para convívios festivos, nomeadamente as tremoçadas e bailaricos.
Actualmente e não se justificando a razão que lhe deu a origem, espera-se a sua conversão em espaço de convívio e descanso dos caminheiros da Rota do Bostelim.

#### Moinho da Várzea da Arrifana
Situado na Ribeira do Bostelim, mas já perto da foz com a Ribeira da Isna, este moinho de rodízio com uma mó, pertence a várias famílias da zona da Cabeça do Poço, e apesar de desde o final da década de 80 ter deixado de trabalhar encontra-se em razoável estado de conservação que permitirá certamente a sua recuperação.
Este moinho tal como muitos outros ao longo do Bostelim e da Isna, bem como todas as obras de hidráulica que os acompanham e alimentam, são bons testemunhos do labor e perícia dos habitantes desta zona, pelo que fazem parte da sua história.

#### Fonte da Balada
Até ao final da década de 70, a povoação do lado norte da aldeia de Cabeça do Poço, utilizava esta Fonte de Mergulho, também chamada de Chafurdo, como ponto de recolha de água de nascente.
Esta fonte, ainda em bom estado de conservação, era pública. De dimensões modestas, apresenta um tanque de planta rectangular simples, coberto por estrutura em abóbada de berço. Nos nossos dias é apenas mais uma testemunha de um passado recente em que não se dispunha de água canalizada.

#### Lagares
Lagar Velho, Várzea Ferreira, Vale da Ramada, Cunqueiro, Pedreiros, Olheiro e Abrunheiro pequeno.

## Colectividades
- Rancho Folclórico da Fundada
- Clube Cultural, Desportivo e Recreativo da Fundada
- Liga Cultural dos Amigos do Vilar do Ruivo
- APPFF – Associação de Proprietários e Produtores Florestais da Fundada
- Comissão de Melhoramentos e Acompanhamento das festas em honra de Santa Margarida
- Centro de Dia “Família Dias Cardoso”
- ADETULF - Associação para o Desenvolvimento do Turismo e Lazer da Fundada

## Infra-estruturas

### Cultura
- Espaço de Cultura e Lazer da Fundada - Biblioteca / Espaço de acesso à Internet

### Cafés
- Bar do Clube
- Café/Restaurante Garcia

### Lazer
- Praia Fluvial do Bostelim
- Polidesportivo coberto
- Salão desportivo

### Turismo / Lazer
- Parque de Campismo Rural do Bostelim
- Percurso pedestre Rota do Bostelim

### Outros
- Mercado Municipal
- Posto médico do Centro de Saúde de Vila de Rei
- Centro de Dia Família Dias Cardoso